# Fokker F.XII
Il Fokker F.XII era un aereo da trasporto passeggeri di linea trimotore, monoplano ad ala alta, sviluppato dall'azienda aeronautica olandese Fokker nei tardi anni venti del XX secolo e prodotto dai primi anni trenta, oltre che dalla stessa, anche su licenza dalla danese Orlogsværftet.
Ennesimo sviluppo del precedente F.VII/3m, operò con diverse compagnie aeree, tra cui l'olandese KLM, la KNILM sua sussidiaria che operava nelle Indie orientali olandesi, in Danimarca, Regno Unito e Svezia, trovando impiego anche in ambito militare durante la Guerra civile spagnola nella forza aerea repubblicana, la Fuerzas Aéreas de la República Española (FARE).

## Utilizzatori

### Civili
Danimarca
- Det Danske Luftfartselskab

 Indie orientali olandesi
- Koninklijke Nederlandsch-Indische Luchtvaart Maatschappij (KNILM)

 Paesi Bassi
- KLM

 Regno Unito
- British Airways
- Crilly Airways

 Svezia
- AB Aerotransport

### Militari
Spagna
- Fuerzas Aéreas de la República Española

### Pubblicazioni
- (EN) THE FOKKER F.XII - 3 Pratt & Whitney " Wasp " Engines, in Flight, 13 febbraio 1931.
- (EN) B. Van Der Klaauw, Forty Years of Fokker Airliners - From F.II to F.27 Friendship, in Flight, 30 dicembre 1960.